# مستلیانو
مستلیانو (به ایتالیایی: Mestigliano) یک منطقهٔ مسکونی در ایتالیا است که در اومبریا واقع شده‌است. مستلیانو ۳۵۵ نفر جمعیت دارد و ۲۳۵ متر بالاتر از سطح دریا واقع شده‌است.